# James R. Beverley
James Rumsey Beverley (* 15. Juni 1894 in Amarillo, Texas; † 17. Juni 1967 in Austin, Texas) war ein US-amerikanischer Politiker. Im Jahr 1929 und nochmals von 1932 bis 1933 war er amtierender Gouverneur von Puerto Rico.

## Werdegang
Über die Jugend und Schulausbildung von James Beverley ist nichts überliefert. Während des Ersten Weltkrieges diente er in der US Army. Im Jahr 1925 heiratete er Mary Smith Jarmon. Zwischen 1927 und 1932 übte er das Amt des Attorney General in Puerto Rico aus. Im Jahr 1929 wurde er kommissarischer Gouverneur dieses Außengebiets. Dabei überbrückte er die Zeit zwischen dem Ende der Amtszeit von Horace Mann Towner und dem Amtsantritt des neuen Gouverneurs Theodore Roosevelt Jr. In den Jahren 1932 und 1933 übte er nochmals dieses Amt aus und überbrückte dabei die Zeit nach dem Ende der Amtszeit von Roosevelt und der des Amtsantritts von Robert Hayes Gore.
Beverley war zwischen 1900 und 1952 der einzige Gouverneur von Puerto Rico, der Spanisch mit den Menschen dieser Insel sprach. Während seiner Zeit als Gouverneur musste er mit den Folgen eines Hurrikans fertigwerden. In dieser Zeit endete auch die Prohibition. Außerdem musste er sich um politische Probleme mit der Geburtenkontrolle kümmern. In den 1960er Jahren zog er nach Austin, wo er seinen Lebensabend verbrachte.